# Nephrotoma
Nephrotoma là một chi ruồi hạc.

## Các loài
- N. abbreviata (Loew, 1863)
- N. aberdarensis Alexander, 1956
- N. aculeata (Loew, 1871)
- N. affinis (Bellardi, 1859)
- N. albonigra Alexander, 1921
- N. alexandriana Byers, 1968
- N. alleni (Alexander, 1913)
- N. alluaudi (Pierre, 1922)
- N. alterna (Walker, 1848)
- N. alticrista Alexander, 1941
- N. altigalea Alexander, 1967
- N. altissima (Osten Sacken, 1877)
- N. altrolatera Alexander, 1935
- N. ambricola Alexander, 1963
- N. ampla Alexander, 1921
- N. analis (Schummel, 1833)
- N. angusticrista Alexander, 1962
- N. angustifrons Edwards, 1934
- N. angustistria Alexander, 1925
- N. antennata (Wiedemann, 1820)
- N. antithrix (Mannheims, 1962)
- N. appendiculata (Pierre, 1919)
- N. astigma (Pierre, 1925)
- N. atamoor Alexander, 1960
- N. atrohirsuta Alexander, 1973
- N. atrostyla Alexander, 1935
- N. augustana Alexander, 1973
- N. aurantiaca (Macquart, 1838)
- N. aurantiocincta Alexander, 1941
- N. aurocomata Alexander, 1969
- N. australasiae (Skuse, 1890)
- N. austriaca (Mannheims & Theowald, 1959)
- N. baliana Alexander, 1936
- N. baluba Alexander, 1963
- N. bara Alexander, 1960
- N. barbigera (Savchenko, 1964)
- N. basiflava Yang & Yang, 1991
- N. basutoensis Alexander, 1956
- N. beckeri (Mannheims, 1951)
- N. bellula Alexander, 1969
- N. biappendiculata (Savchenko, 1973)
- N. biarmigera Alexander, 1935
- N. bicristata Alexander, 1967
- N. biformis Alexander, 1935
- N. bifusca Alexander, 1920
- N. boliviana Alexander, 1947
- N. bombayensis (Macquart, 1855)
- N. bourbonica Alexander, 1957
- N. boyesi Alexander, 1969
- N. breviorcornis (Doane, 1908)
- N. brevipennis (Wollaston, 1858)
- N. brevisternata Alexander, 1968
- N. buruensis Edwards, 1926
- N. byersi Oosterbroek, 1984
- N. byersina Alexander, 1973
- N. cacuminis Alexander, 1946
- N. calinota (Dietz, 1918)
- N. capensis (Róndani, 1863)
- N. carinata (Mannheims, 1958)
- N. catenata Alexander, 1935
- N. caudifera Alexander, 1935
- N. chaetopyga Alexander, 1921
- N. chalybea Alexander, 1921
- N. chapini Alexander, 1920
- N. chosensis Alexander, 1935
- N. cinereifrons Edwards, 1933
- N. cingulata (Dietz, 1918)
- N. circumcincta Alexander, 1941
- N. circumscripta (Loew, 1863)
- N. cirrata Tangelder, 1984
- N. citreiceps Speiser, 1923
- N. citricolor Alexander, 1949
- N. citrina (Edwards, 1916)
- N. clanceyi Alexander, 1956
- N. claviformis Yang & Yang, 1987
- N. colorata (Walker, 1865)
- N. comoroensis Alexander, 1959
- N. concava Yang & Yang, 1990
- N. concolorithorax (Brunetti, 1912)
- N. condylophora Alexander, 1970
- N. consimilis (Brunetti, 1911)
- N. consularis (Osten Sacken, 1886)
- N. contrasta Alexander, 1920
- N. cornicina (Linnaeus, 1758)
- N. cornifera (Dietz, 1918)
- N. costofumosa Alexander, 1963
- N. cretensis Oosterbroek, 1982
- N. cristiformis Alexander, 1975
- N. crocata (Linnaeus, 1758)
- N. crocea (Loew, 1866)
- N. croceiventris (Strobl, 1909)
- N. cuneata Yang & Yang, 1991
- N. curtiterebra Alexander, 1967
- N. cuthbertsoni Alexander, 1956
- N. dafla Alexander, 1970
- N. daisensis Alexander, 1935
- N. dampfi Alexander, 1925
- N. definita Alexander, 1935
- N. delegorguei (Macquart, 1846)
- N. delta (Walker, 1856)
- N. dewittei Alexander, 1956
- N. didyma Yang & Yang, 1987
- N. difficilis Tangelder, 1984
- N. dimidiata (de Meijere, 1904)
- N. distans Edwards, 1928
- N. dodabettae Alexander, 1951
- N. dominicana Alexander, 1970
- N. dorsalis (Fabricius, 1781)
- N. dorsata Alexander, 1953
- N. drakanae Alexander, 1936
- N. durangensis Alexander, 1953
- N. dutti Alexander, 1963
- N. eburata (Mannheims, 1958)
- N. ectypa (Speiser, 1908)
- N. edwardsaria Alexander, 1956
- N. edwardsi Alexander, 1917
- N. effrena Alexander, 1936
- N. electripennis Alexander, 1953
- N. elegans (Fabricius, 1805)
- N. elegantula (Williston, 1896)
- N. elgonica Alexander, 1956
- N. erebus Alexander, 1922
- N. ericarum Alexander, 1967
- N. esakii Alexander, 1924
- N. eucera (Loew, 1863)
- N. euceroides Alexander, 1919
- N. euchroma (Mik, 1874)
- N. eugeniae (Savchenko, 1957)
- N. euthynota Alexander, 1962
- N. evittata Alexander, 1935
- N. exastigma Oosterbroek, 1978
- N. excelsior (Bergroth, 1888)
- N. extensicornis Alexander, 1974
- N. familiaris (Osten Sacken, 1881)
- N. fasciata (Macquart, 1834)
- N. ferruginea (Fabricius, 1805)
- N. festiva (Walker, 1848)
- N. flammeola Alexander, 1925
- N. flavescens (Linnaeus, 1758)
- N. flavipalpis (Meigen, 1830)
- N. flavofimbria Alexander, 1976
- N. flavonigra Alexander, 1920
- N. flavonota (Alexander, 1914)
- N. flavoposticata Alexander, 1936
- N. flavoscutellata Edwards, 1925
- N. fletcheriana Alexander, 1952
- N. floresensis Alexander, 1936
- N. fontana Oosterbroek, 1978
- N. forcipata (Pierre, 1919)
- N. formosensis (Edwards, 1916)
- N. freemani Alexander, 1956
- N. fulani Alexander, 1974
- N. fulvomedia Alexander, 1958
- N. fumidapicalis Alexander, 1921
- N. fumiscutellata Alexander, 1935
- N. fuscapex Edwards, 1928
- N. fuscescens (Riedel, 1910)
- N. fuscipennis (Karsch, 1886)
- N. fuscoflava (Brunetti, 1918)
- N. gaganboi Tangelder, 1984
- N. gamma (Brunetti, 1912)
- N. geminata Alexander, 1920
- N. geniculata Yang & Yang, 1987
- N. glabricristata Alexander, 1939
- N. globata Alexander, 1951
- N. globosa Alexander, 1969
- N. glossophora Alexander, 1964
- N. gnata (Dietz, 1918)
- N. gorongozae Alexander, 1960
- N. gracilicornis (Loew, 1864)
- N. graueri Speiser, 1923
- N. guangxiensis Yang & Yang, 1993
- N. guestfalica (Westhoff, 1879)
- N. guttipleura Alexander, 1936
- N. hainanica Alexander, 1936
- N. hamulifera Alexander, 1967
- N. handschiniana Alexander, 1936
- N. helvetica (Mannheims & Theowald, 1959)
- N. hemichroa Alexander, 1956
- N. hirsuticauda Alexander, 1924
- N. hubeiensis Yang & Yang, 1987
- N. hunanensis Yang & Yang, 1991
- N. hypocrites (Brunetti, 1918)
- N. hypogyna Yang & Yang, 1990
- N. idiocera Alexander, 1976
- N. imerina Alexander, 1920
- N. immaculata (van der Wulp, 1891)
- N. impigra Alexander, 1935
- N. inconsequens Alexander, 1936
- N. incristata (Mannheims, 1958)
- N. inorata Alexander, 1951
- N. integra Alexander, 1935
- N. iridipennis (Pierre, 1925)
- N. irrevocata Alexander, 1936
- N. javana (Wiedemann, 1821)
- N. javensis (Doleschall, 1856)
- N. jinxiuensis Yang & Yang, 1993
- N. joneensis Yang & Yang, 1990
- N. kaulbacki Alexander, 1951
- N. kaviengensis Alexander, 1936
- N. kelimotoensis Alexander, 1936
- N. kempfi Alexander, 1976
- N. kigeziana Alexander, 1956
- N. kodaikanalensis Alexander, 1951
- N. koreana Tangelder, 1984
- N. korpa Alexander, 1967
- N. kraussiana Alexander, 1978
- N. kunagi Yang & Yang, 1990
- N. laconica (Osten Sacken, 1882)
- N. laffooni Alexander, 1950
- N. lamellata (Riedel, 1910)
- N. lateropolita Alexander, 1938
- N. laticrista Savchenko, 1966
- N. latispina Alexander, 1956
- N. latissima Alexander, 1962
- N. leeuweni Oosterbroek, 1985
- N. lempkei Oosterbroek, 1978
- N. leonia Alexander, 1921
- N. lerothodi Alexander, 1956
- N. leto Alexander, 1956
- N. leucostigma Alexander, 1960
- N. libra Alexander, 1951
- N. ligulata Alexander, 1925
- N. lindneriana Alexander, 1978
- N. livingstonei Alexander, 1921
- N. longisternata Alexander, 1967
- N. lordhowensis Dobrotworsky, 1974
- N. luaboensis Alexander, 1960
- N. lucida (Schiner, 1868)
- N. lugens (Loew, 1864)
- N. lundbecki (Nielsen, 1907)
- N. lunulicornis (Schummel, 1833)
- N. luteopleura (Séguy, 1938)
- N. mabelana Alexander, 1976
- N. machadoi Alexander, 1963
- N. macrocera (Say, 1823)
- N. madagascariensis (Enderlein, 1912)
- N. makiella (Matsumura, 1916)
- N. malickyi Martinovsky, 1979
- N. mambila Alexander, 1976
- N. margaritae Alexander, 1970
- N. marshalli Alexander, 1921
- N. martynovi Alexander, 1935
- N. medioflava Oosterbroek, 1985
- N. medioligula Alexander, 1945
- N. medioproducta Alexander, 1940
- N. medipubera Edwards, 1932
- N. medleri Alexander, 1972
- N. megacantha Alexander, 1976
- N. megascapha Alexander, 1951
- N. melanaspis Alexander, 1970
- N. melanoxantha Alexander, 1962
- N. melanura (Osten Sacken, 1881)
- N. meraca Alexander, 1936
- N. meridionalis Yang & Yang, 1997
- N. metallescens Edwards, 1928
- N. mexicana (Macquart, 1846)
- N. microcera Alexander, 1921
- N. milloti Alexander, 1959
- N. minuscula (Mannheims, 1951)
- N. minuticornis Alexander, 1921
- N. mobukuensis Alexander, 1956
- N. monopsellia Speiser, 1923
- N. moravica Martinovsky, 1971
- N. moshesh Alexander, 1956
- N. mossambica Alexander, 1920
- N. muktesarensis Alexander, 1952
- N. nasuta Oosterbroek, 1975
- N. navajo Alexander, 1949
- N. neopratensis Alexander, 1921
- N. nigeriensis Alexander, 1921
- N. nigricauda Alexander, 1925
- N. nigrichroma (Pierre, 1925)
- N. nigrirostris Edwards, 1928
- N. nigritana (Mannheims, 1958)
- N. nigrithorax (de Meijere, 1919)
- N. nigroannulata (van der Wulp, 1885)
- N. nigrocentralis Alexander, 1938
- N. nigrocostalis Alexander, 1936
- N. nigrohalterata Edwards, 1928
- N. nigrolutea (Bellardi, 1859)
- N. nigropilosa Alexander, 1969
- N. nigrostylata Alexander, 1935
- N. nigrotergata (de Meijere, 1924)
- N. nox (Riedel, 1910)
- N. nycteris Alexander, 1956
- N. occipitalis (Loew, 1864)
- N. ocellata Yang & Yang, 1990
- N. ochripennis Alexander, 1921
- N. okefenoke (Alexander, 1915)
- N. oligochaeta Alexander, 1957
- N. omeiana Alexander, 1935
- N. oosterbroeki Tangelder, 1983
- N. opacistriata Alexander, 1957
- N. opima Alexander, 1924
- N. ordinaria (Osten Sacken, 1886)
- N. ortiva (Osten Sacken, 1882)
- N. ozenumensis Alexander, 1925
- N. pallida Oosterbroek, 1985
- N. pallidapex Alexander, 1938
- N. palloris (Coquillett, 1898)
- N. pamirensis (Enderlein, 1933)
- N. pangerangensis (Alexander, 1915)
- N. parascutellata Alexander, 1936
- N. parva (Edwards, 1916)
- N. parvirostra Alexander, 1924
- N. paulianana Alexander, 1957
- N. pedunculata (Loew, 1863)
- N. penumbra Alexander, 1915
- N. peralticrista Alexander, 1967
- N. perhorrida Alexander, 1942
- N. perincisa Alexander, 1949
- N. perlepida Alexander, 1956
- N. perobliqua Alexander, 1936
- N. petiolata (Macquart, 1838)
- N. pilata Alexander, 1935
- N. pilicauda (Savchenko, 1973)
- N. pjotri Tangelder, 1984
- N. platysphela Alexander, 1963
- N. platysterna Alexander, 1967
- N. pleurinotata (Brunetti, 1912)
- N. pleuromaculata Alexander, 1927
- N. polymera (Loew, 1863)
- N. praecipua Alexander, 1960
- N. pratensis (Linnaeus, 1758)
- N. profunda Alexander, 1935
- N. progne Alexander, 1949
- N. pulchella (Róndani, 1850)
- N. pullata (Alexander, 1914)
- N. puncticornis (Brunetti, 1912)
- N. punctifrons (Macquart, 1838)
- N. punctum (Loew, 1863)
- N. qinghaiensis Yang & Yang, 1987
- N. quadrifaria (Meigen, 1804)
- N. quadrilata Alexander, 1951
- N. quadrinacrea Alexander, 1949
- N. quadristriata (Schummel, 1833)
- N. quadrivittata (van der Wulp, 1885)
- N. quincunx (Speiser, 1909)
- N. rajah Alexander, 1951
- N. ramulifera Tjeder, 1955
- N. rectispina Alexander, 1925
- N. relicta (Savchenko, 1973)
- N. repanda (Alexander, 1914)
- N. retenta Alexander, 1935
- N. reunionensis Alexander, 1957
- N. richardiana Alexander, 1957
- N. ridleyi Edwards, 1932
- N. rogersi Byers, 1968
- N. rossica (Riedel, 1910)
- N. ruanda Alexander, 1955
- N. rubriventris (Savchenko, 1957)
- N. ruiliensis Yang & Yang, 1990
- N. ruwenzoriana Alexander, 1920
- N. saccai (Mannheims, 1951)
- N. sachalina Alexander, 1924
- N. saghaliensis Alexander, 1925
- N. sakalava Alexander, 1960
- N. sangoana Alexander, 1963
- N. scalarifer Alexander, 1920
- N. scalaris (Meigen, 1818)
- N. schaeuffelei (Mannheims, 1964)
- N. scurra (Meigen, 1818)
- N. scurroides (de Meijere, 1904)
- N. semicincta Alexander, 1951
- N. semiflava (Strobl, 1909)
- N. seniana Alexander, 1952
- N. serricornis (Brunetti, 1912)
- N. setirostra Alexander, 1963
- N. shanxiensis Yang & Yang, 1990
- N. siamensis Edwards, 1928
- N. sichuanensis Yang & Yang, 1990
- N. sinensis (Edwards, 1916)
- N. smithersiana Alexander, 1959
- N. sodalis (Loew, 1864)
- N. solomonis Alexander, 1924
- N. sparsicoma Alexander, 1969
- N. spatha Oosterbroek, 1975
- N. speculata (de Meijere, 1913)
- N. spicula Tangelder, 1984
- N. stackelbergi (Savchenko, 1957)
- N. staryi Oosterbroek, 1982
- N. sternomarginata Alexander, 1964
- N. strenua Alexander, 1917
- N. stygia Alexander, 1921
- N. stylacantha Alexander, 1937
- N. subalterna Oosterbroek, 1984
- N. subanalis (Mannheims, 1951)
- N. subdentata Alexander, 1955
- N. subeuryglossa Alexander, 1969
- N. subinanis Alexander, 1956
- N. sublunulicornis (Savchenko, 1957)
- N. submaculosa Edwards, 1928
- N. subopaca Alexander, 1952
- N. subpallida Alexander, 1925
- N. subumbonis Alexander, 1967
- N. sullingtonensis Edwards, 1938
- N. sundaica Edwards, 1932
- N. suturalis suturalis (Loew, 1863)
- N. suturalis wulpiana (Bergroth, 1888)
- N. takeuchii Alexander, 1924
- N. tealei Oosterbroek, 1984
- N. tenggerensis Alexander, 1936
- N. tenuipes (Riedel, 1910)
- N. tenuis (Loew, 1863)
- N. theowaldi Oosterbroek, 1978
- N. thysia Alexander, 1956
- N. tianlinensis Yang & Yang, 1993
- N. tigrina Alexander, 1917
- N. tigrinoides Alexander, 1921
- N. tincta (Walker, 1856)
- N. toda Alexander, 1951
- N. toxopei Edwards, 1926
- N. tricincta Alexander, 1921
- N. trilobulata Alexander, 1936
- N. triobtusa Alexander, 1969
- N. tripartita (Walker, 1861)
- N. triplasia (van der Wulp, 1885)
- N. triquetra Alexander, 1956
- N. tumidiverticalis Alexander, 1930
- N. tzitzikamae Alexander, 1964
- N. umbonis Alexander, 1964
- N. umbripennis Alexander, 1917
- N. unicingulata Alexander, 1917
- N. unicornis Alexander, 1961
- N. unisicata Alexander, 1969
- N. urocera (Dietz, 1918)
- N. usta (Osten Sacken, 1886)
- N. vana nigrovana Oosterbroek, 1985
- N. vana vana Oosterbroek, 1985
- N. variventris Edwards, 1932
- N. venusticeps Alexander, 1956
- N. vesta Alexander, 1949
- N. vicaria (Walker, 1848)
- N. villosa (Savchenko, 1973)
- N. vinsoniana Alexander, 1957
- N. violovitshi (Savchenko, 1967)
- N. virescens (Loew, 1864)
- N. virgata (Coquillett, 1898)
- N. vittula (Loew, 1864)
- N. walkeri Oosterbroek, 1986
- N. whiteheadi Edwards, 1933
- N. xanthoplaca Alexander, 1920
- N. xanthoplacodes Alexander, 1963
- N. xichangensis Yang & Yang, 1990
- N. xinjiangensis Yang & Yang, 1987
- N. xizangensis Yang & Yang, 1987
- N. zhejiangensis Yang & Yang, 1995

## Hình ảnh

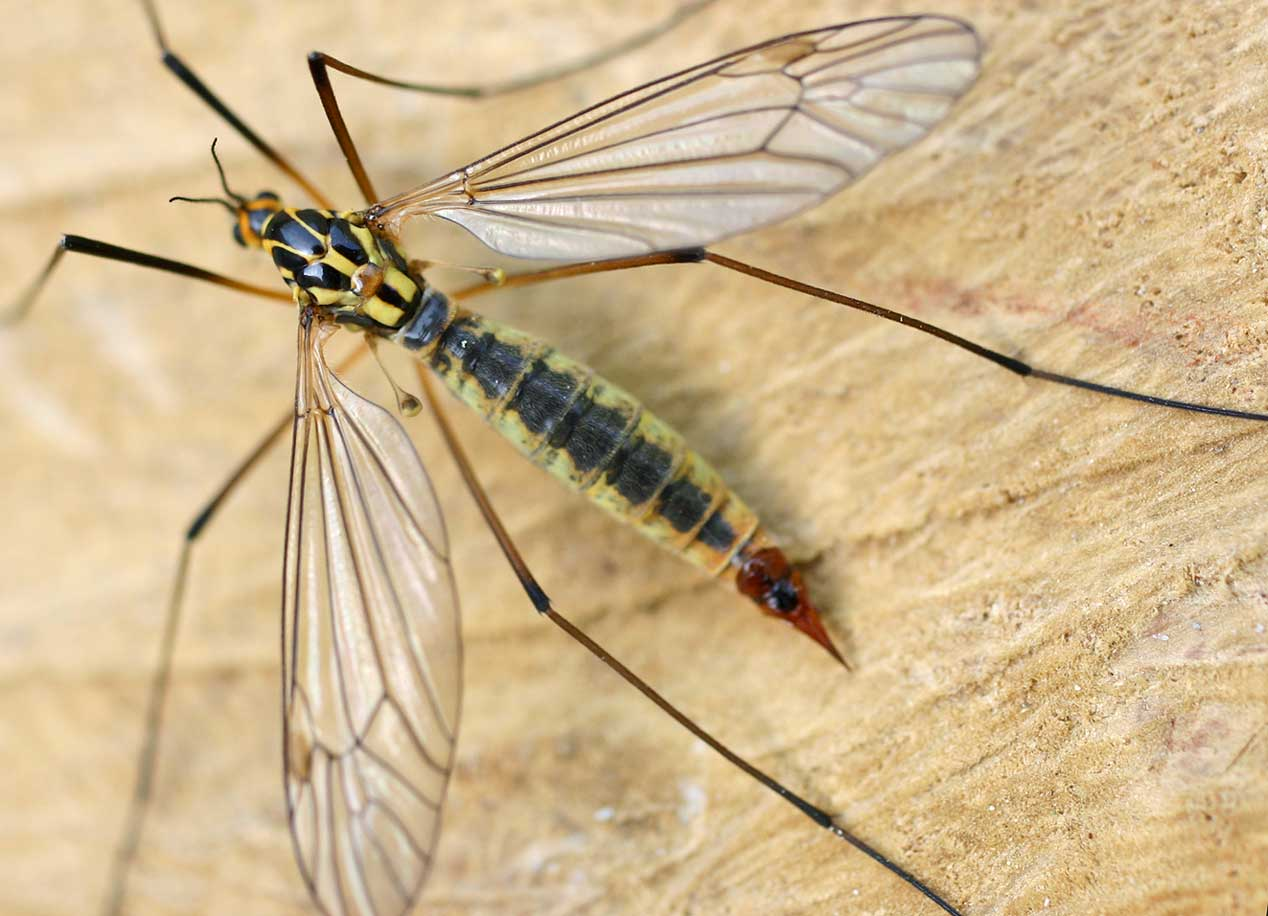
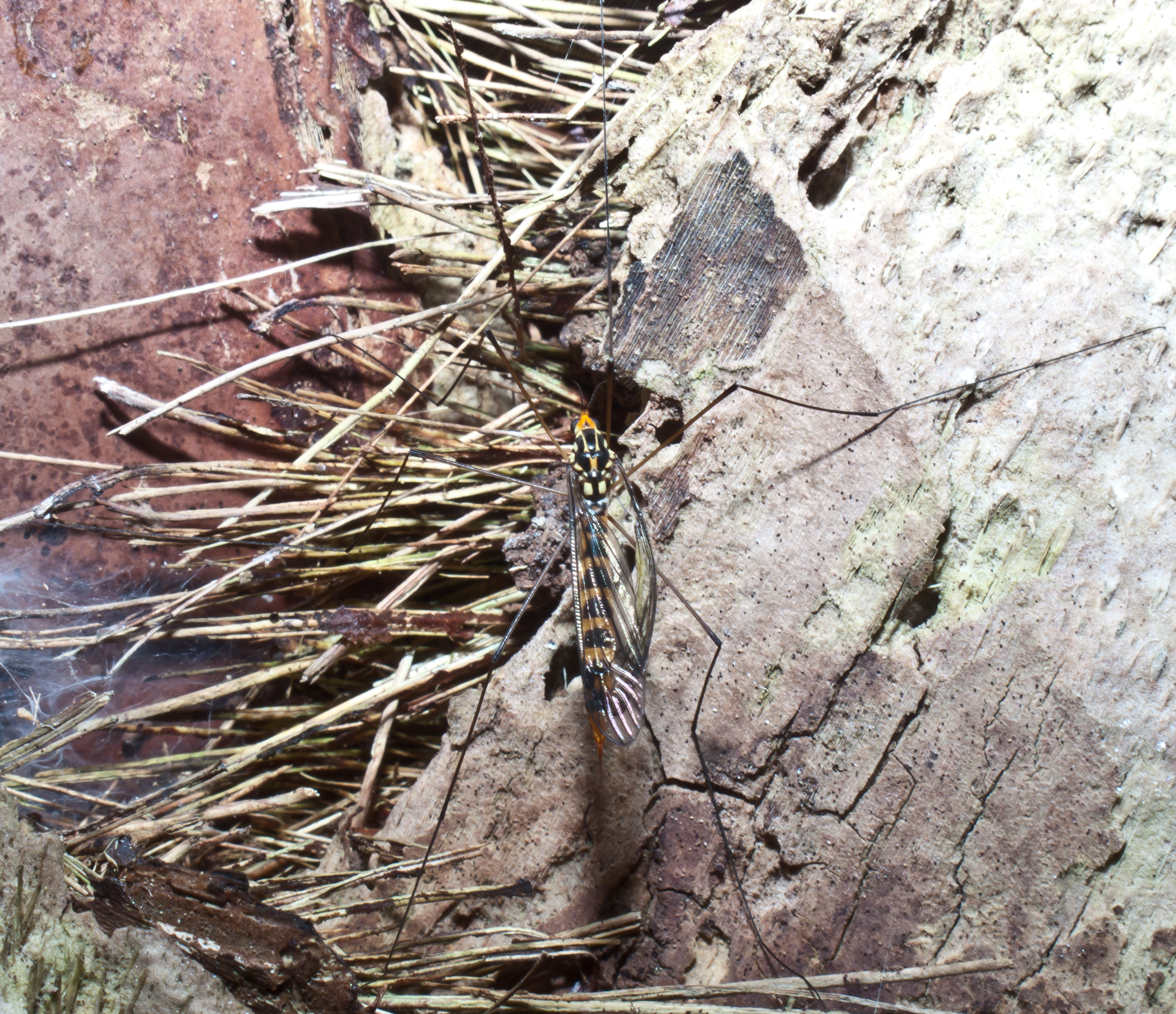
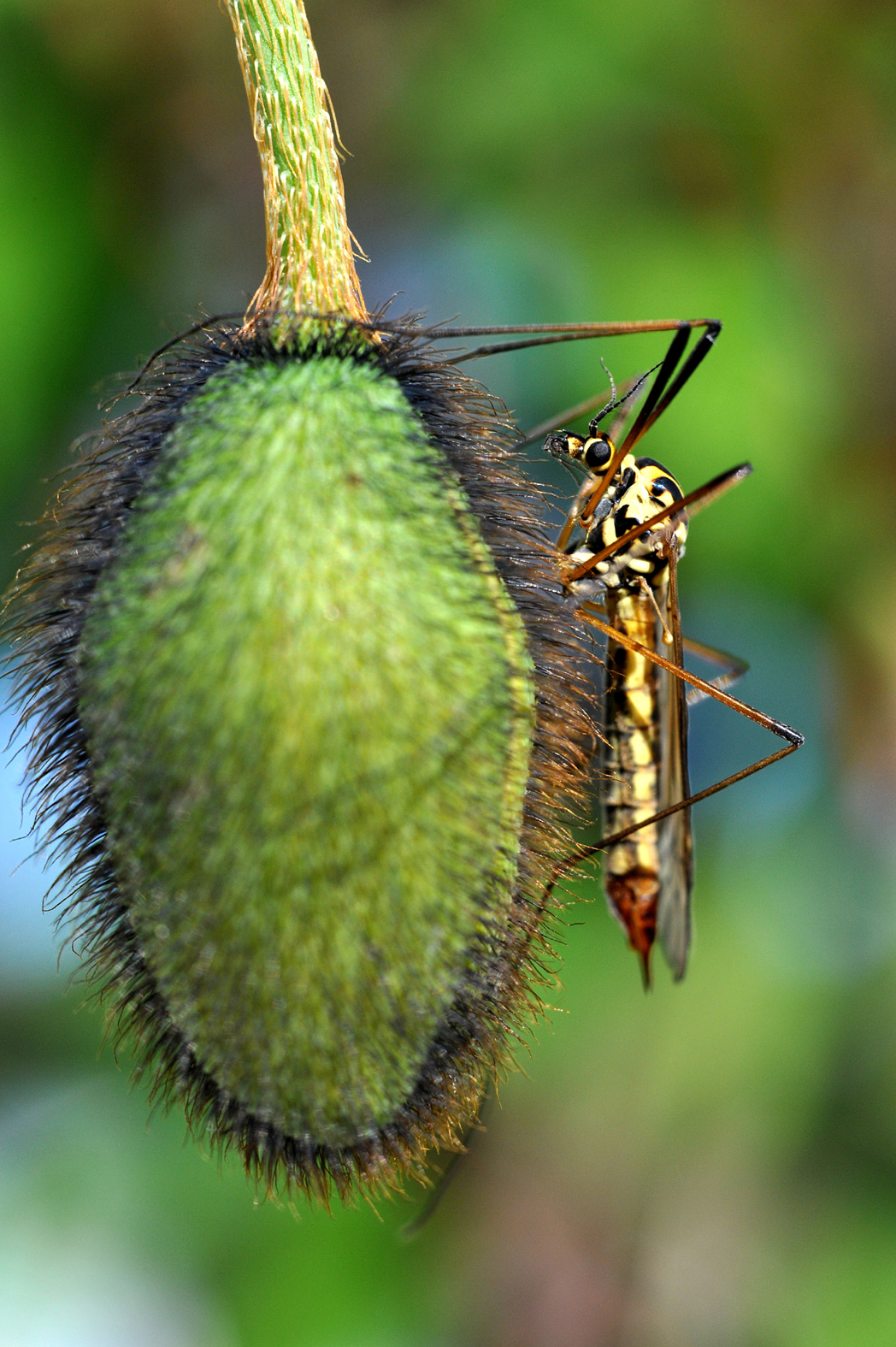